# Harald Gramenz
Harald Gramenz (* 11. November 1960) ist ein ehemaliger deutscher Fußballspieler.

## Sportliche Laufbahn

### Gemeinschafts- und Clubstationen
Sein fünf Jahre älterer Bruder nahm ihm erstmals in Potsdam zur WSG Waldstadt mit, bei der er organisiert mit dem Fußballsport begann. 1974 wurde Harald Gramenz von der BSG Motor Babelsberg, bei der er inzwischen kickte, zum FC Vorwärts Frankfurt/Oder delegiert.
Bereits bevor dem Angreifer im Sommer 1980 der Sprung vom Nachwuchsoberligateam des FC Vorwärts in das Oberligaaufgebot gelang, hatte der damalige Soldat der NVA sein Debüt in der höchsten Spielklasse der DDR gegeben. Der gerade 19 Jahre alt gewordene Gramenz erzielte am 11. Spieltag der Spielzeit 1979/80 beim 1:0-Auswärtserfolg der Armeefußballer beim FC Rot-Weiß Erfurt nur wenige Minuten nach seiner Einwechslung den Siegtreffer. Seinen Premierentreffer am 1. Dezember 1979 beschrieb die DDR-Fußballzeitung fuwo wie folgt: Daran hatte der Debütant einen gehörigen Anteil, als er nach kluger Vorarbeit von Jarmuszkiewicz den Ball überlegt über Benkert hob. Erst zwölf Minuten war er im Spiel. Auch in seinem zweiten Oberligamatch, einer 1:4-Niederlage bei Dynamo Dresden zum Rückrundenauftakt, konnte der dribbelstarke Spieler einen eigenen Torerfolg bejubeln, blieb aber in den restlichen sechs Saisoneinsätzen ohne einen weiteren Treffer.
Bis zu seinen letzten Oberligaeinsätzen im März 1987 für den FCV und den ersten Partien für die BSG Motor Babelsberg im Dezember desselben Jahres in der zweitklassigen Liga konnte der zuletzt als Oberfeldwebel geführte Stürmer insgesamt 100 Einsätze im ostdeutschen Oberhaus verzeichnen, in denen ihm 25 Treffer glückten. In sechs Europapokalspielen für den FC Vorwärts, der sich zwischen 1980/81 und 1984/85 viermal für den UEFA Cup qualifizieren konnte, konnte er nicht als Torschütze glänzen. Ab Mitte der 1980er-Jahre wurde Gramenz immer häufiger in der 2. Mannschaft des Frankfurter Fußballclubs, dem er seit 1974 angehörte, eingesetzt.

### Auswahleinsätze
Für die DDR-Junioren nimmt er 1978 an der 12. Ausgabe der Jugendwettkämpfe der Freundschaft teil und unterliegt den Youngstern aus der UdSSR im Geraer Stadion der Freundschaft im Finale, in dem Gramenz von Trainer Werner Basel in der 66. Minute für Andreas Zachhuber eingewechselt wurde, am 13. August mit 0:1. Zwei Jahre später rückte Harald Gramenz in die Nachwuchsauswahl des DFV auf. Der Jahrgang um den FCV-Akteur scheiterte, als amtierender Vizeeuropameister angetreten, bereits in der Gruppenphase der U21-EM-Qualifikation 1982.
In der DDR-Olympiaauswahl bestritt Harald Gramenz zwei Partien, die beide zur Qualifikationsrunde für die Spiele in Los Angeles gehörten. Gegen Dänemark und Finnland konnte die Elf von Coach Bernd Stange, die sich am Ende für das Endturnier qualifiziert hatte, aber aufgrund des Boykotts durch die DDR nicht starten konnte, im Mai 1983 zwei wichtige Auswärtssiege feiern. Einen Treffer erzielte der FCV-Angreifer in beiden Matches in Aarhus und Kokkola, dabei jeweils als Einwechselspieler von der Bank gekommen, für die Ostdeutschen nicht.